# Grete Mosheim

Grete Mosheim 1928 auf einer Fotografie von Alexander Binder

Margarete Emma Dorothea Mosheim (* 8. Januar 1905 in Berlin, Deutsches Reich; † 29. Dezember 1986 in New York, Vereinigte Staaten) gehörte zu den bekanntesten deutschen Schauspielerinnen der 1920er und 1930er Jahre.

## Leben
Grete Mosheim war die Tochter des jüdischen Arztes Markus Mosheim (1868–1956) und seiner Ehefrau Clara, geborene Hilger (1875–1970). Nach dem Besuch des Lyzeums studierte sie zusammen mit Marlene Dietrich bei Max Reinhardt sowie an der Reicherschen Hochschule für dramatische Kunst.
Mosheim war von 1922 an, also ab ihrem 17. Lebensjahr bis 1931 Mitglied des Deutschen Theaters Berlin. Von 1931 bis 1932 spielte sie am Lessingtheater, 1932/1933 am Metropoltheater und danach am Komödienhaus und der Volksbühne. Sie trat auch in Musikrevuen auf, auf Schallplatten sang sie Lieder von Friedrich Hollaender und anderen zeitgenössischen Komponisten.
Ab 1924 trat sie häufig im Stummfilmen auf. Im September 1927 war sie an der Gründung der Grete Mosheim Film-Produktions GmbH beteiligt. 1930 gab sie ihr Tonfilmdebüt in dem Sittendrama Cyankali unter der Regie von Hans Tintner. Der Film prangert das Abtreibungsverbot an, weswegen er auch bald danach verboten wurde. In den nachfolgenden Jahren hatte Mosheim Hauptrollen in verschiedenen Tonfilmen. Gegen Ende der Zwanziger Jahre repräsentierte sie vorbildlich den beliebten spitzbübisch-trotzigen Mädchentyp.
Mosheim emigrierte 1933 zunächst nach Österreich und 1934 dann nach England. 1938 ließ sie sich in New York nieder. Trotz einiger Theaterauftritte konnte sie dort nicht mehr an frühere Erfolge anknüpfen. Sie spielte in New York auch bei den Players from Abroad, einem deutschsprachigen Theater, das sie mitbegründete.
1952 kehrte sie erstmals wieder nach Deutschland zurück und gastierte in den folgenden Jahren mit Theaterproduktionen in verschiedenen Städten. Ihr erstes Gastspiel gab sie in Berlin, wo sie Sally Bowles in John Van Drutens Theaterstück „Ich bin eine Kamera“ spielte, auf dem das spätere Musical Cabaret basiert. In den 1960er und 1970er Jahren hatte sie auch einige Auftritte in Fernsehproduktionen, darunter in der Krimiserie Der Kommissar. Eine letzte Filmrolle nach Jahrzehnten der Pause übernahm sie 1978 als Großmutter in Hark Bohms Jugenddrama Moritz, lieber Moritz.
Grete Mosheim wurde 1963 für ihre Rolle der Hannah Jelkes in Tennessee Williams’ Stück Die Nacht des Leguan mit dem „Kritikerpreis für darstellende Kunst“ und 1971 mit dem Deutschen Filmpreis für ihre „herausragenden Verdienste um den deutschen Film“ geehrt, außerdem 1974 mit dem Bundesverdienstkreuz. Im Jahr 1976 wirkte sie in Rosa von Praunheims Film Underground & Emigrants mit.
Verheiratet war sie von 1924 bis 1926 mit dem Bankier Herbert Hauer, von 1928 bis 1933 mit dem Schauspieler Oskar Homolka, von 1937 bis 1948 mit dem Industriellen Howard Gould und in vierter Ehe seit 1951 mit dem Journalisten Robert Cooper. Sie lebte bis an ihr Lebensende in New York, war beruflich aber häufig in Deutschland.
Ihre Schwester war die Theaterschauspielerin Lore Mosheim.

## Filmografie
- 1924: Michael
- 1925: Ein Lebenskünstler
- 1925: Wir armen kleinen Mädchen
- 1926: Derby
- 1926: Der Geiger von Florenz
- 1926: Junges Blut
- 1926: Die Flammen lügen
- 1926: Die Sporck’schen Jäger
- 1927: Faschingszauber
- 1927: Primanerliebe
- 1927: Feme
- 1927: Arme kleine Sif
- 1927: Das Erwachen des Weibes
- 1927: Höhere Töchter
- 1928: Frau Sorge
- 1928: Die Rothausgasse
- 1928: Die kleine Sklavin
- 1928: Die Siebzehnjährigen
- 1930: Cyankali
- 1930: Dreyfus
- 1931: Arme, kleine Eva
- 1931: Arm wie eine Kirchenmaus
- 1931: Yorck
- 1933: Moral und Liebe
- 1935: Car of Dreams[5]
- 1962: Dreht euch nicht um (TV)
- 1969: Die Glasmenagerie (TV)
- 1970: Der Hermelin (TV)
- 1970: …wie die Wölfe (TV-Serie Der Kommissar)
- 1978: Moritz, lieber Moritz

## Auszeichnungen
- 1963: Deutscher Kritikerpreis
- 1971: Filmband in Gold für langjähriges und hervorragendes Wirken im deutschen Film
- 1974: Großes Verdienstkreuz des Verdienstordens der Bundesrepublik Deutschland